# Лир, Джонатан
Джонатан Лир (Jonathan D. Lear; род. 9 октября 1948, США) — американский учёный-философ и психоаналитик, занимается философскими концепциями человеческой психики от Сократа до современности, и в особенности этическим значением человеческого воображения.
Член Американской академии искусств и наук (2017) и Американского философского общества (2019), доктор философии (1978), именной заслуженный сервис-профессор (John U. Nef Distinguished Service Professor) философии Чикагского университета (с 1996 года), перед чем профессор Йельского университета. Отмечен Mellon Distinguished Achievement Award (2009). Специализируется на Фрейде, Аристотеле, Платоне, Сократе, Прусте и Витгенштейне.

## Биография
Окончил Йельский университет (бакалавр истории, 1970). Затем в Кембриджском университете получил степени бакалавра философии (1973) и магистра (1976), а в 1978 году получил степень доктора философии по философии в Рокфеллеровском университете.
В 1978—1979 годах ассистент-профессор Йельского университета. С 1978 по 1985 год в Кембридже, фелло его Клэр-колледжа и с 1982 года университетский лектор философии, перед чем первоначально ассистент-лектор. С 1985 по 1996 год вновь в Йеле: ассоциированный профессор, с 1986 года полный профессор, с 1995 года именной профессор (Kingman Brewster Professor of the Humanities), в 1988—1990 годах заведующий кафедрой философии. С 1996 года именной заслуженный сервис-профессор (John U. Nef Distinguished Service Professor) философии Комитета по общественной мысли (Committee on Social Thought) и на кафедре философии Чикагского университета. С 2014 по 2022 год он был  (Roman Family Director) Neubauer Collegium for Culture and Society, преемник на этом посту директора-основателя David Nirenberg.
Прошёл подготовку как психоаналитик в Western New England Institute for Psychoanalysis и состоит в штате Chicago Institute for Psychoanalysis.
Член редколлегий Raritan (journal), International Journal of Psychoanalysis, Journal of the American Psychoanalytic Association.
Стипендиат Гуггенхайма (1987), отмечен Heinz Hartmann Award от New York Psychoanalytic Institute (1992) — за книгу Love and Its Place in Nature, а также Tanner Lecture в Гарварде (2010).
Первая книга — Aristotle and Logical Theory (Cambridge, 1980), вторая — Aristotle: The Desire to Understand (Cambridge, 1988). Всего автор 11 книг и десятков статей. В своих трудах он также, среди прочего, обращался к культуре коренных американцев.
Разведён с Cynthia Farrar, с которой у него есть их совместная дочь, женат на Gabriel Richardson Lear, которая также преподаёт в Чикагском университете — познакомились они в 1999 году. Увлекается поэзией Donald Justice, Марка Стрэнда, Уоллеса Стивенса. Близок с нобелевским лауреатом Джоном Кутзее.

## Книги
- Aristotle and Logical Theory (Cambridge University Press, 1980)
- Aristotle: The Desire to Understand (Cambridge University Press,1988)
- Love and Its Place in Nature[англ.]: A Philosophical Interpretation of Freudian Psychoanalysis (Strauss and Giroux,1990)
- Open Minded: Working Out the Logic of the Soul (Harvard University Press, 1998)
- Happiness, Death and the Remainder of Life (Harvard University Press, 2000)
- Therapeutic Action: An Earnest Plea for Irony (New York: Other Press, 2003)
- Freud (Routledge, 2005)
- Radical Hope: Ethics in the Face of Cultural Devastation (Harvard University Press, 2006)
- The Force of Argument (Routledge, 2010)
- A Case for Irony (Harvard University Press, 2011)
- Wisdom Won From Illness (Harvard University Press, 2017)
- Imagining the End: Mourning Ethical Life (Harvard University Press, 2022)